# 좌관석불

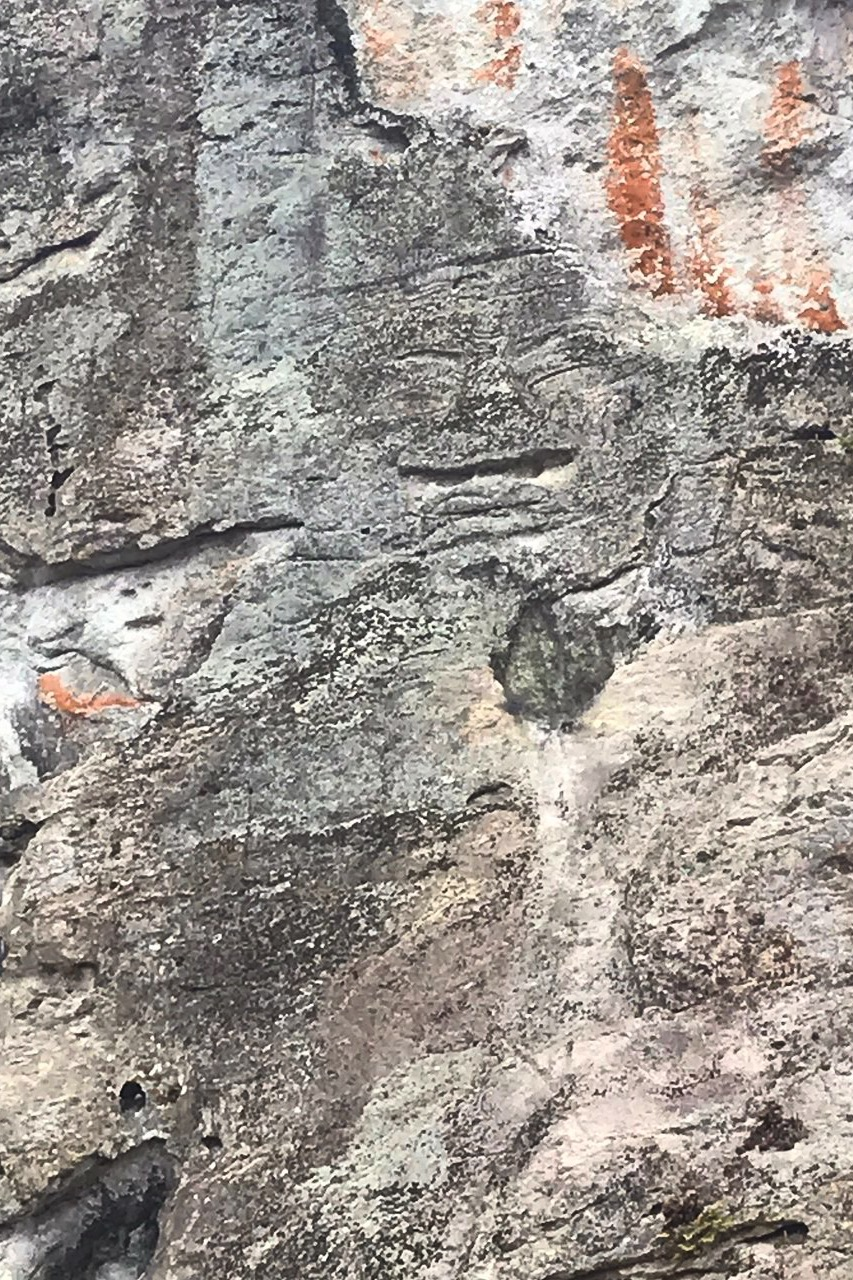
좌관석불

좌관석불는 도치기현 시오야군 시오야정 사누키에있는 대일 여래의 마애불에서 있다. 응회암의 산 피부에 선각된 불상으로 풍화가 심하지만, 상고 60척의 거대석불의 하나로서1926년(다이쇼 15년2월 24일 )에 국가 사적으로 지정되어 있다. "관음암"이라고 불리는 대암에 선각 된 사관석 부처의 존상은 그 동굴 내에 봉안되어 관음암의 호칭의 유래가 된 관음 보살 동상과 함께 일반적으로 사관 관음이라고 불리는 경우가 있지만, 혼마 절불은 대일 여래 좌상이며 사적명도 사관석불로 여겨지고 있다. 관음보살상에 대해서는 사관관음원의 항을 참조.